# 航海工程
航海工程（英語：Marine engineering），包括輪機的生產、製造、使用、管理與維修等，是一個複雜的系统。

## 專業分類

### 船舶建設
船舶工程師主要關注船隻整體設計以及水中推進部分。

### 機械工程
機械工程師設計主要推進部件、船隻所需電力以及機械裝置。

### 電機工程／電子工程
提供輪機充足的發電與給電設備。

### 離岸工程
離岸的土木工程，包括固定或浮動海洋結構，像是石油平台或是離岸風力發電機。